# Herniaria boissieri
Herniaria boissieri är en nejlikväxtart som beskrevs av Claude Gay. Herniaria boissieri ingår i släktet knytlingar, och familjen nejlikväxter. Inga underarter finns listade i Catalogue of Life.